# کروشوو (نووی پازار)
کروشوو (به صربی: Kruševo) یک منطقهٔ مسکونی در صربستان است که در نووی پازار واقع شده‌است.